# Hemmesdynge socken
Hemmesdynge socken i Skåne ingick i Vemmenhögs härad, uppgick 1967 i Trelleborgs stad och området ingår sedan 1971 i Trelleborgs kommun och motsvarar från 2016 Hemmesdynge distrikt.
Socknens areal är 8,71 kvadratkilometer varav 8,68 land. År 2000 fanns här 195 invånare. Orten Stora Isie samt kyrkbyn Hemmesdynge med sockenkyrkan Hemmesdynge kyrka ligger i socknen. 

## Administrativ historik
Socknen har medeltida ursprung. 
Vid kommunreformen 1862 övergick socknens ansvar för de kyrkliga frågorna till Hemmesdynge församling och för de borgerliga frågorna bildades Hemmesdynge landskommun. Landskommunen uppgick 1952 i Klagstorps landskommun som uppgick 1967 i Trelleborgs stad som ombildades 1971 till Trelleborgs kommun. Församlingen uppgick 2002 i Källstorps församling.
1 januari 2016 inrättades distriktet Hemmesdynge, med samma omfattning som församlingen hade 1999/2000.  
Socknen har tillhört län, fögderier, tingslag och domsagor enligt vad som beskrivs i artikeln Vemmenhögs härad. De indelta soldaterna tillhörde Södra skånska infanteriregementet, Vemmenhögs kompani och Skånska dragonregementet, Vemmenhögs skvadron, Borrby kompani.

## Geografi
Hemmesdynge socken ligger öster om Trelleborg med en mindre landremsa vid Östersjökusten. Socknen är en odlad slättbygd på Söderslätt.

## Fornlämningar
Från stenåldern finns ett tiotal boplatser, en dös och lösfynd. 

## Namnet
Namnet skrevs 1283 Hämminxdyngä och kommer från kyrkbyn. Efterleden innehåller dynga, 'hög' eller möjligen 'underjordiskt rum'. Förleden innehåller mansnamnet Hemming.